# Vipassanā
Vipassanā (Pāli) hoặc vipaśyanā (tiếng Phạn) nghĩa đen là "cái thấy đặc biệt", "đặc biệt (vi), cái thấy (passanā)", là một thuật ngữ Phật giáo thường được dịch là "cái nhìn sâu sắc". Kinh điển Pali mô tả nó là một trong hai phẩm chất của tâm được phát triển (bhāvanā) trong thiền Phật giáo, thứ còn lại là samatha (tâm tĩnh lặng). Nó thường được định nghĩa là một hình thức thiền nhằm tìm kiếm "cái nhìn sâu sắc vào bản chất thực sự của thực tại", được định nghĩa là anicca (vô thường), dukkha (khổ), anattā (vô ngã), ba dấu hiệu của sự tồn tại trong truyền thống Phật giáo Thượng tọa bộ, và như śūnyatā "tính không" và Phật tính trong các giáo phái Đại thừa. Trong tiếng Việt, còn được gọi là thiền tuệ hoặc thiền minh sát.
Thực hành Vipassanā trong truyền thống Theravada kết thúc vào thế kỷ thứ 10, nhưng được giới thiệu lại ở Toungoo và Konbaung Miến Điện vào thế kỷ 18, dựa trên các bài đọc hiện thời của kinh Satipaṭṭhāna, Visuddhimagga và các bản văn khác. Một truyền thống mới được phát triển vào thế kỷ 19 và 20, tập trung vào sự thấu hiểu trần trụi kết hợp với samatha. Vipassana trở nên quan trọng và mang tính trung tâm trong phong trào Vipassanā thế kỷ 20  do Ledi Sayadaw và U Vimala phát triển và được Mahasi Sayadaw, VR Dhiravamsa, và SN Goenka phổ biến.  
Trong Theravada hiện đại, sự kết hợp hay tách rời của vipassanā và samatha là một vấn đề tranh chấp. Trong khi các kinh điển Pali hầu như không đề cập đến vipassanā, mô tả nó như một phẩm chất tinh thần cùng với samatha phát triển song song và dẫn đến giải thoát, thì Abhidhamma Pitaka và các chú giải mô tả samatha và vipassanā là hai kỹ thuật thiền định riêng biệt. Phong trào Vipassanā ủng hộ vipassanā hơn samatha, nhưng các nhà phê bình chỉ ra rằng cả hai đều là những yếu tố cần thiết của việc đào tạo Phật giáo.

## Từ nguyên
Vipassanā là một từ tiếng Pali có nguồn gốc từ tiền tố cũ hơn "vi-" có nghĩa là "đặc biệt", và gốc động từ "-passanā" có nghĩa là "nhìn thấy". Nó thường được dịch là "hanh thông", "cái nhìn sâu sắc" hoặc "cái nhìn rõ ràng". Chữ "vi" trong vipassanā có nhiều nghĩa khả dĩ, nó có thể có nghĩa là '[thấy] thành', '[thấy] xuyên qua' hoặc '[thấy] theo một cách đặc biệt.' 
Từ đồng nghĩa với vipassanā là paccakkha "có thể cảm nhận được bằng các giác quan" (Pāli; tiếng Phạn: pratyakṣa), nghĩa đen là "trước mắt", đề cập đến nhận thức trực tiếp bằng kinh nghiệm. Do đó, loại thấy được biểu thị bằng vipassanā là loại nhận thức trực tiếp, trái ngược với kiến thức có được từ lý luận hoặc lập luận.
Trong tiếng Việt, vipassanā thỉnh thoảng còn được gọi là minh sát.
Trong tiếng Tây Tạng, vipaśyanā có tên là lhaktong (Wylie: lhag mthong). Lhak có nghĩa là "cao hơn", "cao hơn", "lớn hơn"; tong là "xem, để xem". Vì vậy, cùng nhau, lhaktong có thể được dịch sang tiếng Anh là "tầm nhìn siêu việt", "tầm nhìn vĩ đại" hoặc "trí tuệ tối cao". Điều này có thể được hiểu là một "cách nhìn vượt trội", và cũng là "nhìn thấy đó là bản chất thiết yếu." Bản chất của nó là một sự minh mẫn — một trí óc sáng suốt.
Henepola Gunaratana đã định nghĩa vipassanā là "Nhìn vào một cái gì đó một cách rõ ràng và chính xác, thấy mỗi thành phần là khác biệt và riêng biệt, và xuyên suốt để nhận thức được thực tại cơ bản nhất của nó."